# Serge Delmas
Pour les articles homonymes, voir Delmas.
Serge Delmas, né le 14 mai 1947 à Montpellier, est un footballeur français. Il évoluait au poste d'Ailier gauche. 
Aujourd'hui à la retraite, remplacé par Jean-François Domergue, il a été pendant de nombreuses années le directeur du Centre de formation du Montpellier Hérault Sport Club, son club de toujours, et sous ses multiples noms, du SOM au Montpellier-Littoral en passant par La Paillade.
Serge Delmas a également été entraîneur, notamment du Toulouse FC (au centre de formation de 1984-1992, et l'équipe première de 1992-1994), du Sporting Club de Bastia (centre de formation) et du Nîmes Olympique (1998-2000).
Il revient à Montpellier après son limogeage du Nîmes Olympique, rappelé par Louis Nicollin en juillet 2000, qui lui confie la direction du centre de formation du club. Il quitte son poste en juillet 2009 mais reste au club comme recruteur du centre de formation.

## Carrière
- 1965-1977 : Montpellier HSC (18 buts)[2]